# Mixosaurus
Mixosaurus (лат.) — род вымерших пресмыкающихся из семейства Mixosauridae отряда ихтиозавров. Название означает «смешанный ящер».
Известен из среднего триаса (анизийский и ладинский века, около 250—240 млн лет назад). Окаменелости найдены около границы Италии и Швейцарии, а также в Китае (см. ниже). В разных работах объём рода сильно отличается; ранее к нему относили и виды, известные из ряда других местностей в Европе, Азии и Северной Америке.

## Описание
Mixosaurus имел довольно вытянутое по сравнению с другими ихтиозаврами тело длиной приблизительно до 2 метров. Хвостовой плавник у него не имел серповидной формы, характерной для более поздних, юрских ихтиозавров. Вероятно, Mixosaurus плавал медленнее их. Другим необычным для ихтиозавров его признаком была гетеродонтия: задние зубы были тупыми, а передние — острыми.

## Систематика
Род Mixosaurus входит в семейство Mixosauridae, включающее ещё один род — Phalarodon. Некоторые авторы не признают самостоятельность этого рода и относят его виды к Mixosaurus. Другие выделяют вид Mixosaurus panxianensis в третий род Barracudasauroides, а Phalarodon atavus — в четвёртый род Contectopalatus.
Род Mixosaurus и семейство Mixosauridae предложил в 1887 году Георг Баур для вида M. cornalianus, описанного годом ранее Франческо Бассани как Ichthyosaurus cornalianus. Главной причиной выделения нового семейства стали отличия в строении конечностей. В 1891 году Эберхард Фраас перенёс из Ichthyosaurus в Mixosaurus второй вид, M. atavus (ныне включаемый в род Phalarodon или Contectopalatus), а в 1895 Вильгельм Дамес — третий, M. nordenskioeldii (ныне рассматриваемый как nomen dubium). В 1902 году Эмилио Репосси переописал M. cornalianus (приведя, в отличие от Бассани, изображения находок), и эта работа стала основой дальнейших исследований рода.
В работе J. Liu с соавторами (2013) и Ch. Ji с соавторами (2016) в род включают 3 вида:
- Mixosaurus cornalianus (Bassani, 1886)typus [syn. Ichthyosaurus cornalianus Bassani, 1886]. Известен из отложений коммуны Безано (Италия) и близлежащей горы Сан-Джорджо (Швейцария), относящихся к границе анизийского и ладинского веков[2];
- Mixosaurus kuhnschnyderi (Brinkmann, 1998) [syn. Sangiorgiosaurus kuhnschnyderi Brinkmann, 1998]. Известен из тех же отложений горы Сан-Джорджо[2];
- Mixosaurus panxianensis (Jiang et al., 2006). Известен из анизийских отложений уезда Пансян провинции Гуйчжоу (Китай)[8].

Для всех этих видов найдены почти полные скелеты. В 2010 году из Китая был описан ещё один вид, M. xindianensis Chen et Cheng, 2010, но его самостоятельность подвергается сомнению. Ранее был описан и ряд других видов Mixosaurus, которые ныне считаются невалидными или сомнительными.